# 郭怡广

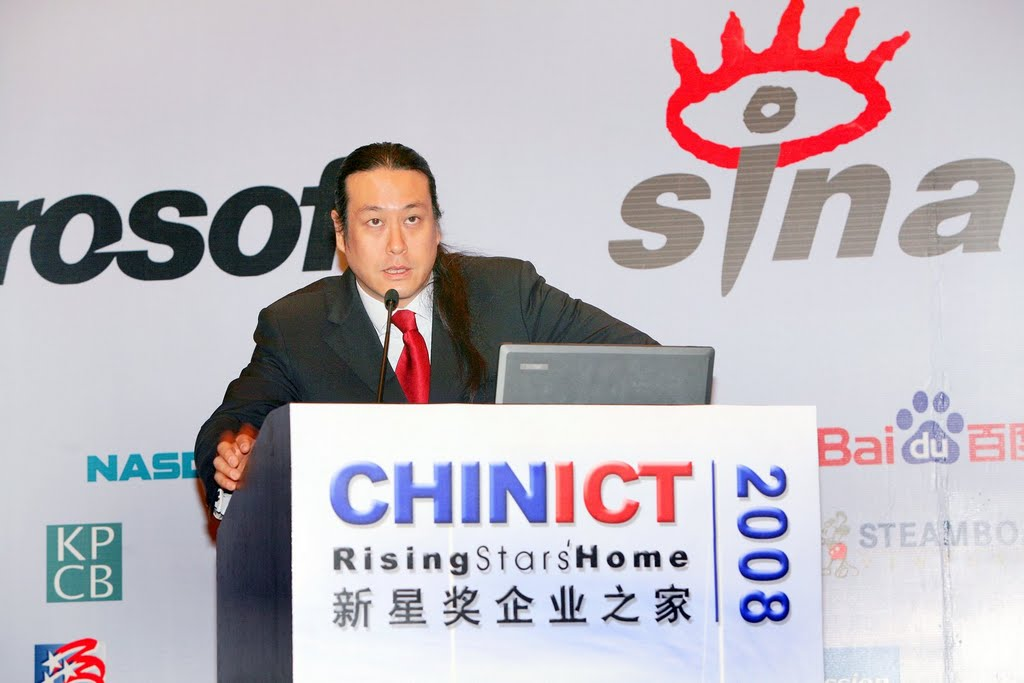
郭怡广

郭怡广（英語：Kaiser Kuo, 1966年—）是华裔美国百度公共关系主任(2010-2016)和摇滚乐音乐家。

## 生平
1989年郭怡广与人合伙创办唐朝乐队。 2010年百度录用郭怡广。 现在郭怡广是春秋吉他人。
自2010 起， 郭怡廣與其友Jeremy Goldkorn (南非人) 開始了Sinica Podcast（页面存档备份，存于）， 並於2016移居回美國北卡羅來納州。

## 家庭
其祖父是民國時期著名歷史學家郭廷以。